# Charles B. Kirkham
Charles B. Kirkham (1882 — 1969 (87 anos)), foi um engenheiro e inventor americano. Ficou conhecido por seus projetos de motores aeronáuticos e aviões.

## Biografia

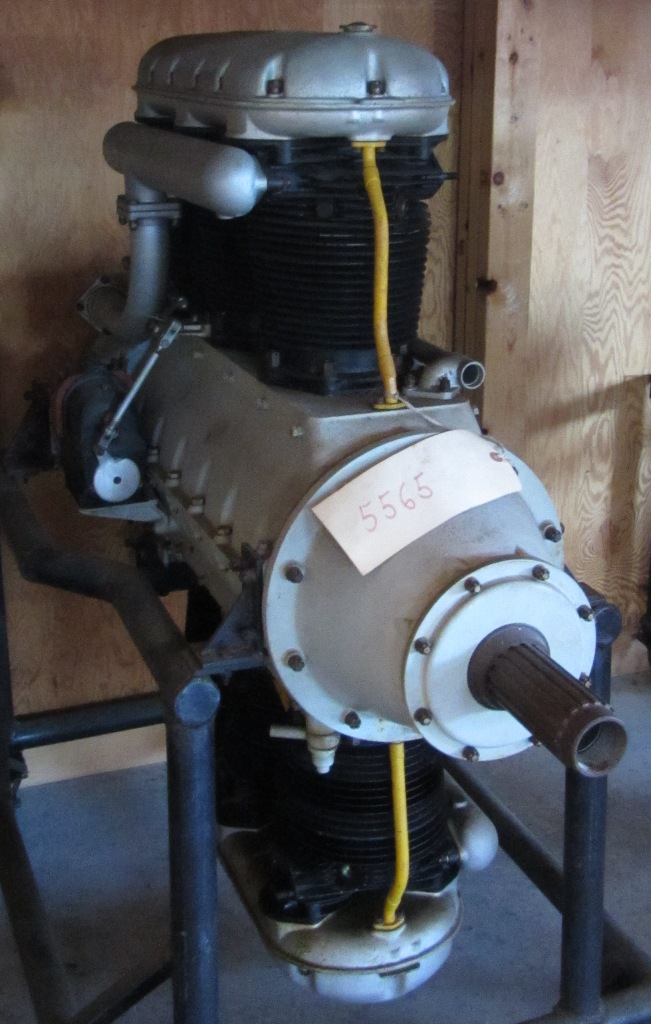
Um motor Kirkham de cilindros opostos em exposição.

Kirkham iniciou na engenharia construindo motores de motocicletas. Em 1903, Kirkham e Curtiss entregaram um motor a Thomas C. Benbow para uso futuro em um dirigível. Em 1905, ele fundou a "Kirkham Motor and Manufacturing Company" em Bath, Nova York, com duas outras pessoas e US$ 25.000 de capital. Seu pai, John Kirkham, fundiu blocos de motor para Glen Curtiss até 1905. Kirkham trabalhou em Seneca Falls, adoecendo e voltando para casa. Kirkham se matriculou em um curso de engenharia mecânica por correspondência enquanto se recuperava.
Em 1910, Kirkham construiu seu primeiro motor de aeronave com seu próprio projeto. O "Kirkham B-6" foi usado no Model F de 1910 da Burgess Company. Em 1913, Kirkham iniciou outra empresa, a "Kirkham Airplane and Motor Company", com US$ 100.000 de capital. Kirkham associou-se a Glenn Curtiss e foi trabalhar para a Curtiss Aeroplane em 1915 como engenheiro-chefe de motores para o popular Curtiss OX e o único motor "VX engine" que movia a lancha "Miss Miami".
Posteriormente, Kirkham superaria a rival Hispano-Suiza com o Curtiss AB, um motor de 12 cilindros e 300 hp com bloco de alumínio para uso em caças. Este motor iria evoluir para o K-12. Kirkham projetou um Triplano Curtiss em 1919 para aproveitar ao máximo o motor K-12. Uma variante de hidroavião se tornou o hidroavião mais rápido do mundo em 1920, a 138 mph. Uma variante do biplano para o Exército dos EUA identificado como "Curtiss P-86", foi descartada após a queda de um protótipo.
Em 1919, Kirkham deixou a Curtiss para formar a "Kirkham Products".